# Nicolás Fasolino
Nicolás Fasolino (ur. 3 stycznia 1887 w Buenos Aires, zm. 13 sierpnia 1969 w Santa Fe) – argentyński duchowny katolicki, kardynał, arcybiskup Santa Fe.

## Życiorys
Święcenia kapłańskie przyjął 23 października 1909 roku w Buenos Aires. Mianowany biskupem Santa Fe 20 października 1932 roku, sakrę biskupią przyjął 21 grudnia 1932 roku z rąk nuncjusza apostolskiego w Argentynie abp. Filippo Cortesiego; 20 kwietnia 1934 roku podniesiony przez papieża Piusa XI do godności arcybiskupa Santa Fe. 26 stycznia 1967 roku mianowany kardynałem prezbiterem Beata Maria Vergine Addolorata a piazza Buenos Aires przez papieża Pawła VI.